# جون هنري براينت
جون هنري براينت (بالإنجليزية: John Henry Bryant)‏ هو سياسي أمريكي، ولد في 1825. حزبياً، نشط في الحزب الجمهوري.